# 楕円曲面
数学では、楕円曲面（だえんきょくめん、英: elliptic surface）は楕円ファイバーを持つ曲面であり、言い換えると、曲面からの代数曲線への連結な固有射が、ほとんどの点上のファイバーを楕円曲線とするような曲面である。
ファイバーが楕円曲線とならない点を特異ファイバー (singular fibers) と呼び、小平邦彦により分類された。弦理論の脈絡では、楕円ファイバーも特異ファイバーもF-理論 (F-theory) を使う記述にとっても重要である。
楕円曲面は、曲面の興味深い例の多くを含む、曲面の大きなクラスで、複素幾何学の観点からも滑らかな(smooth) 4次元多様体の理論の観点からも、比較的良く理解されている。楕円曲面は代数体上の楕円曲線に似ている（つまり、類似している）。

## 例
- 任意の曲線の任意の楕円曲線の積（この場合、特異ファイバーはない）
- 小平次元1の全ての曲面は楕円曲面
- 全てのエンリケス曲面は楕円的で、射影直線上に楕円ファイバーを持っている
- 小平曲面
- ドルガチョフ曲面（英語版）(Dolgachev surface)
- 塩田モジュラ曲面（英語版）(Shioda modular surface)

## 特異ファイバーの小平による表
楕円ファイバーのファイバーの大半は（非特異）楕円曲線である。残ったファイバーを特異ファイバーと言う。特異ファイバーは有限個しかなく、特異点を持つかもしれなくまたは0でない多重度ももつかもしれない有理曲線の合併により構成される。小平とネロンは独立に可能なファイバーを分類し、テイトのアルゴリズム (Tate's algorithm) は、数体の楕円曲線の上のファイバーのタイプを探すことに使うことができる。
次の表は、極小な楕円ファイバー構造の可能な限りのファイバーを一覧化した（「極小」は、大まかには、それよりも「小さな」ファイバーには分解することができないファイバーを言う。曲面の場合には、特異ファイバーは極小な曲線は含まないことを意味する）。

## エンリケス・小平の分類
- ファイバーの小平の記法
- ファイバーのアンドレ・ネロン（英語版）(André Néron)の記号
- （タイプ I0 以外の全ての有理）ファイバーの既約成分の数
- 成分の交叉行列、これは1×1の零行列かまたは、アフィンカルタン行列で、そのディンキン図形 (Dynkin diagram) は与えられている。
- 各々のファイバーの多重度はディンキン図形により表される。

| 小平           | ネロン | 成分                       | 交叉行列      | ディンキン図形 | ファイバー |
| -------------- | ------ | -------------------------- | ------------- | -------------- | ---------- |
| I0             | A      | 1（楕円的）                | 0             |                |            |
| I1             | B1     | 1（二重点を持つ）          | 0             |                |            |
| I2             | B2     | 2（2つの異なる交点を持つ） | アフィン A1   |                |            |
| Iv (v≥2)       | Bv     | v（v個の異なる交点を持つ） | アフィン Av-1 |                |            |
| mIv (v≥0, m≥2) |        | Iv 多重度 m                |               |                |            |
| II             | C1     | 1（カスプを持つ）          | 0             |                |            |
| III            | C2     | 2（位数2の1つの点で交叉）  | affine A1     |                |            |
| IV             | C3     | 3（全て1つの点で交叉）     | アフィン A2   |                |            |
| I0*            | C4     | 5                          | アフィン D4   |                |            |
| Iv* (v≥1)      | C5,v   | 5+v                        | アフィン D4+v |                |            |
| IV*            | C6     | 7                          | アフィン E6   |                |            |
| III*           | C7     | 8                          | アフィン E7   |                |            |
| II*            | C8     | 9                          | アフィン E8   |                |            |

この表は、次のようにして見つけ出すことができる。幾何学的議論により、ファイバーの構成要素の交叉行列は、負の半定置で、連結対称で、（最小性により）−1に等しい対角要素を持たない行列である必要がある。そのような行列は0かまたは、タイプADEのアフィンディンキン図形のカルタン行列の積である必要がある。
交叉行列は3つの例外としてファイバーのタイプを決定する。
- 交叉行列が0であれば、ファイバーは楕円曲線（タイプI0）であるか、または、タイプ I1 かタイプIIのカスプの二重点を持っている場合
- 交叉行列がアフィンA1であれば、交叉多重度が2である2つの成分が存在する場合。それらは位数1（タイプI2）か、または、位数2（タイプIII）の2つの交点を持つことができる。
- 交叉行列がアフィン A2 のとき、3つの成分が交叉する場合。 交点は3つの異なる点のペア（タイプI3）であるか、または、同一の点（タイプIV）であるかのどちらかである。

## 対数変換
楕円曲面、もしくは楕円ファイバーの（位数m中心pの）対数変換は、ベース空間の点pでの多重度1のファイバーを多重度mのファイバーへ変換する。逆も可能なので、高い多重度のファイバーは多重度1へ全て変換することができ、全ての多重なファイバーを省くことができる。
対数変換は非常に荒々しく使うことができ、小平次元を変えたり、代数曲面を非代数曲面へ変換することもできる。
例:
L を C の格子 Z+iZ とし、E を楕円曲線 C/L とすると、E×C から C への射影写像は、楕円ファイバーである。0 上のファイバーを多重度 2 のファイバーへどのように置き換えるかを示す。
(c,s) を (c+1/2, −s) へ写す位数 2 の E×C 上の自己同型が存在する。この群作用による E×C の商空間を X とする。(c,s) から s2 と写すことで X を C 上のファイバー空間とする。X から 0 上のファイバーを引いた空間から E×C から 0 上のファイバーを引いた空間へのファイバー構造を、(c,s) から (c-log(s)/2πi,s2) により定義する。（0 上の 2つのファイバーは楕円曲線には同型ではないので、ファイバー空間 X は確かに C 上の全てでファイバー空間 E×C と同型ではない。
ファイバー空間 X は 0 上で多重度 2 のファイバーを持っていて、そうでないところでは E×C のように見える。このことを、X は 0 を中心とした E×C への位数 2 の対数変換を適用することによって得ることができるという。